# Halil Sarp
Halil Sarp, né en 1944, est un minéralogiste d'origine turque ayant étudié et travaillé en Suisse. Il a été chercheur puis conservateur au Muséum d'histoire naturelle de Genève de 1977 à 2006, ainsi que titulaire de la chaire de minéralogie à l'Université de Genève. Il a décrit plus d'une quarantaine d'espèces minérales, et son nom a été donné à une autre encore, la halilsarpite.

## Biographie
Halil Sarp naît le 10 avril 1944 à Karacasu, en Turquie. Il arrive en Suisse en 1961 et étudie à l'Université de Genève, effectuant une thèse sur les ophiolites de la région de Burdur, dans le sud-ouest de la Turquie. Il est engagé au Muséum d'histoire naturelle de Genève en 1977, d'abord en tant que collaborateur scientifique puis en tant que chargé de recherche (1981), et devient conservateur (1996) après le départ en retraite de son prédécesseur Jacques Deferne auquel il a dédié un minéral, la defernite, en 1980. Durant sa carrière, Halil Sarp étudie et s'attache à décrire de nombreux nouveaux minéraux du Var, des Alpes-Maritimes et du Bas-Rhin, en France. Il prend sa retraite le 1er mai 2006, devenant alors conservateur honoraire,.
En juillet 2019, l'association  internationale de minéralogie approuve le nom de « halilsarpite » pour un nouveau minéral découvert à Bou Azzer, au Maroc. La description formelle de cette espèce minérale, de formule chimique [Mg(H2O)6][CaAs23+(Fe2.673+Mo0.336+)(AsO4)2O7], est publiée en 2020.

## Minéraux découverts
Halil Sarp a décrit et nommé plus de 40 nouvelles espèces minérales, dont :
- Asselbornite, dédiée à Éric Asselborn[6]
- Barrotite
- Calcio-andyrobertsite-2O
- Camérolaite
- Capgaronnite
- Chantalite, dédiée à son épouse, Chantal[7]
- Chessexite, dédiée à Ronald Chessex[8]
- Defernite, dédiée à Jacques Deferne[4]
- Deloryite
- Geminite
- Gilmarite
- Guarinoite
- Gysinite[9]
- Iltisite
- Jaffeite
- Lapeyreite
- Macphersonite, dédiée à Harry Gordon Macpherson[10]
- Mahnertite, dédiée à Volker Mahnert
- Mcnearite[11]
- Orthoserpierite[12]
- Parthéite, dédiée à Erwin Parthé[13]
- Perroudite, dédiée à Pierre Perroud[14]
- Pushcharovskite
- Pradetite
- Radovanite
- Rollandite
- Rouaite
- Theoparacelsite, nommée d'après Paracelse
- Theresemagnanite, dédiée à Marie-Thérèse Magnan
- Tillmannsite
- Trabzonite, initialement trouvée près de la province de Trabzon[15]
- Villyaellenite, dédiée à Villy Aellen[16]
- Vuagnatite, dédiée à Mark Bernard Vuagnat[17]
- Wallkilldellite-(Fe)
- Yazganite
- Yvonite
- Zdenekite